# Kościół św. Michała na Wawelu

Relikty kościoła św. Michała na mapie Wawelu

Kościół św. Michała – gotycki kościół, wznoszący się od średniowiecza na wzgórzu wawelskim w Krakowie, zburzony w latach 1803–1804.

## Historia
Data powstania kościoła oraz jego pierwotny wygląd nie są znane. Według Jana Długosza miał zostać zbudowany przez Mieszka I. Kościół jest wymieniony w bulli papieża Eugeniusza III z 1148 jako uposażenie biskupstwa kujawskiego; Jan Długosz wspomina, że w 1086 został mu nadany przez księżną Judytę. Z tej samej bulli wiadomo, że już wtedy była to kolegiata (fundował ją Władysław Herman). W toku badań archeologicznych odnaleziono relikty murów romańskich, w związku z czym część badaczy przypuszcza, że świątynia ta była murowana.
Część badaczy w przeszłości uważała, że historia kościoła św. Michała sięga do czasów przedpiastowskich i przypisywała mu szczególne znaczenie. M.in. Tadeusz Wojciechowski przypuszczał, że wzniesiono go na miejscu pogańskiego kultu i był to najstarszy kościół na Wawelu. Z kolei Henryk Łowmiański wysunął hipotezę, że kościół pełnił funkcję katedry dla pierwszego biskupa krakowskiego Prohora.
W 1355 kościół został przebudowany w stylu gotyckim za sprawą Kazimierza Wielkiego. Jan Długosz wspomina, że zastąpiono wówczas świątynią murowaną budowlę drewnianą, możliwe jest więc, że romański murowany kościół uległ wcześniej destrukcji. Kościół gotycki był zbudowany z cegły, składał się z nawy i zakończonego wielobocznie prezbiterium. Sklepienie nawy było oparte na jednym, centralnym słupie. Do kościoła przylegały przybudówki, w których zapewne mieściły się zakrystia oraz mieszkania dla kanoników.
Z chwilą wkroczenia Austriaków do Krakowa Wawel przeznaczono na cele wojskowe. W 1803 r. zdecydowali oni o zburzeniu świątyni (m.in. wraz z sąsiednim kościołem św. Jerzego), rok później już nie istniał, a jego wyposażenie sprzedano na licytacji. Później na zewnętrznym dziedzińcu zamku wawelskiego, który powstał właśnie przez austriackie wyburzenia, wyeksponowany został zarys kościoła św. Michała.